# 洪田
洪田（こうでん）とは、中世において耕作された湿田の一種である。後田（こうだ）とも呼ばれている。また、溝田・込田といった表記を用いる地域もある。
これらは日本の苗字にも影響を与えており、洪田（こうだ）や後田（うしろだ、うしろた）などの姓が存在する。

## 概要
谷底平野のような谷水の合流する地点を近くに持った地域に開かれた田地である。こうした土地では農業用水は豊富にあるものの、水はけが悪く、春になると雪解け水が大量に流入して洪田そのものが水没して田起こしや田植えになっても水が引かずに、樋や桶などを利用して排水をしてもままならないことがしばしばあった。このような土地に対しては領主側も年貢収入には期待していなかったために、一般の田地と比較して非常に安い税率を賦課していたと考えられている。その代わり、無事収穫が出来た場合には、耕作する農民に対して相当の私的得分（自己収入）を確保できることが期待できたために、半ば投機的な目的によって洪田を経営する農民もいた。